# David Arellano
David Alfonso Arellano Moraga (Santiago, 29 luglio 1901 – Valladolid, 3 maggio 1927) è stato un calciatore cileno.

## Carriera
Pioniere del calcio cileno, cresce nel Deportivo Magallanes, squadra dai buoni prospetti ma falcidiata da forti dissidi interni. Guida un gruppo di altri giovani talenti del Magallanes a lasciare il club per formare una squadra che potesse avvicinarsi al calcio professionistico. Da questa egira nasce il Colo Colo, squadra destinata a fare la storia del calcio cileno.
Indiscusso protagonista del panorama calcistico cileno, guida l'Albiroja al suo primo traguardo internazionale: il terzo posto nella Copa América 1926, giocatasi proprio in Cile.
Partito per una tournée europea nella quale spiega calcio e mette in mostra le sue numerose prodezze, fra cui la ben nota Chilena, che contribuì a far conoscere in Europa con le sue giocate.
Muore di peritonite a 25 anni, in seguito ad una violenta ginocchiata allo stomaco durante una partita contro il Valladolid.
A lui è dedicato l'Estadio Monumental di Santiago del Cile.

## Palmarès

### Individuale
- Capocannoniere della Coppa America: 1

Cile 1926 (7 gol)